# Sajmałuu-Tasz
Sajmałuu-Tasz (kirg. Саймалуу-Таш) – jedno z największych skupisk petroglifów na świecie, położone w Kotlinie Fergańskiej w Kirgistanie, w obwodzie dżalalabadzkim. Odkryto tu ok. 10 tys. rysunków z III–II tysiąclecia p.n.e. – epoki neolitu i brązu.
W 2001 roku Sajmałuu-Tasz zostało wpisane na listę informacyjną UNESCO – listę obiektów, które Kirgistan zamierza rozpatrzyć do zgłoszenia do wpisu na listę światowego dziedzictwa UNESCO.

## Etymologia
Nazwa Sajmałuu-Tasz oznacza w języku kirgiskim „haftowany kamień” lub „wzorzysty kamień”. Nazwa ta różni się od nazw innych skupisk rysunków naskalnych, które nazywane są zwykle Süröt-Tasz lub Tamgałuu-Tasz, czyli „kamień z rysunkami” lub „kamień ze znakami”. Najprawdopodobniej nazwa Sajmałuu-Tasz nawiązuje do krętych linii zdobiących kamienie.

## Położenie
Sajmałuu-Tasz znajduje się na wschodnich stokach Kotliny Fergańskiej na wysokości 3000 m n.p.m. w obwodzie dżalalabadzkim. 

## Opis
Sajmałuu-Tasz to jedno z największych skupisk petroglifów na świecie – odkryto tu ok. 10 tys. rysunków z III–II tysiąclecia p.n.e. – epoki neolitu i brązu . Sajmałuu-Tasz obejmuje dwa stanowiska: Sajmałuu-Tasz 1 i Sajmałuu-Tasz 2. Rysunki wykonane są na fragmentach skał bazaltowych, które najprawdopodobniej stanowiły dary wotywne. Saimaluu Tasz przez wieki było uznawane za miejsce święte, a do małego stawu w jego centralnej części pielgrzymowali szamani. Do dziś Sajmałuu-Tasz postrzegane jest jako miejsce mocy, które ma właściwości uzdrawiające.

## Historia
Saimaluu Tasz zostało „odkryte” w 1902 roku przez rosyjskich kartografów, mapujących teren pod budowę drogi z Dżalalabadu do Narynu. Pod wpływem opowieści lokalnych pasterzy o „malowanych kamieniach”, zorganizowali oni ekspedycje w pobliskie góry, a swoje obserwacje przekazali Towarzystwu Archeologicznemu w Taszkencie. Zainteresowanie Sajmałuu-Tasz zamarło na wiele lat, i dopiero w latach 50. XX w. podjęto kolejne badania. Kolejne prace prowadzono w latach 70.
W 2001 roku Sajmałuu-Tasz zostało wpisane na listę informacyjną UNESCO – listę obiektów, które Kirgistan zamierza rozpatrzyć do zgłoszenia do wpisu na listę światowego dziedzictwa UNESCO . 